# Coleophora micronotella
Coleophora micronotella é uma espécie de mariposa do gênero Coleophora pertencente à família Coleophoridae.